# Stadtmusik Klingnau
Die Stadtmusik Klingnau ist ein Blasorchester in Klingnau an der Aare in der Schweiz. Es handelt sich um ein Orchester in Harmoniebesetzung in der 2. Stärkeklasse.

## Geschichte

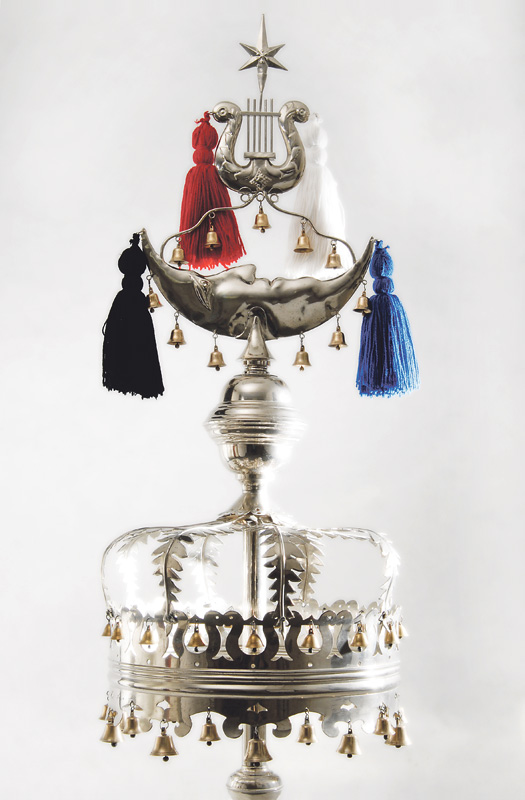
Schellenbaum der Stadtmusik Klingnau

Gegründet wurde der Verein im Jahr 1806 von Joseph Xaver Heer als Musikgesellschaft. Sie ist somit die zweitälteste Blasmusik im Kanton Aargau und eine der zehn ältesten Blasmusiken der Schweiz. Mitte des 19. Jh. kam der Verein zu einem Schellenbaum anstelle einer Vereinsfahne. In etwas kleinerer Form als er heute besteht, dienten vermutlich analoge Instrumente deutscher Regimentskapellen als Vorbild. Schellenbäume sind bei schweizerischen Blasmusiken eher selten und daher ist das Klingnauer Unikat auch das charakteristische Symbol dieses Vereins. Im Jahr 1910 nahm der Musikverein erstmals an einem musikalischen Wettkampf teil, dem Kantonalen Musikfest in Oftringen. Am 7. April 1914 wurde der Beschluss gefasst, mit der Anschaffung der Instrumente auch den historisch gerechtfertigten Namen «Stadtmusik Klingnau» zu führen.
Anlässlich des 150-Jahre-Jubiläums wurde dem bekannten Schweizer Komponisten Stephan Jaeggi ein
Kompositionsauftrag für einen Festmarsch erteilt. Die handschriftliche Originalpartitur des Marschs „Jubiläumsfest in Klingnau“ ist eine Rarität und befindet sich heute noch im Archiv der Stadtmusik.
Zur Nachwuchsförderung wurde auf Initiative der Stadtmusik am 1. Mai 1974 die „Jugendmusik Klingnau“ gegründet. Die Jugendmusik soll den Jugendlichen im unteren Aaretal eine Möglichkeit des Musizierens unter Gleichaltrigen bieten.
Im Jahr 2006 wurde das 200-Jahre-Jubiläum vor der historischen Kulisse der Altstadt mit einem Fest gefeiert.

## Traditionen
Für das Fasnachtstreiben im Städtchen sorgte seit langer Zeit immer wieder die Stadtmusik. Im Speziellen werden die Traditionen des Räbehegels am Schmotzigen Donnerstag und das Weggliverteilet am Fasnachtsdienstag durch die Stadtmusik gepflegt. Fahnengotte oder Fahnengötti sind Brigitte Schleuniger Klingnau und Hans Roth sen. Klingnau.

## Statistik
Dirigenten der letzten 50 Jahre
| - 1954–1961 Franz Jetzer - 1962–1967 Karl Wüst - 1967–1970 Adolf Müller - 1971–1972 Andreas Baumgartner - 1972–1973 Georges Bauer | - 1974–1977 Walter Häusler - 1977–1978 Hans Busenhard - 1978–1980 Marc Kling - 1980–1982 Werner Hegi - 1982–1984 Michael Fröhlich | - 1985–1987 Mario Tschupp - 1987–1996 Bernhard Schmid - 1996–2002 Wilfried Zollinger - 2002–2009 Ubald Häring - seit 2009 Pascal Maillard |